# Maracaçumé
Maracaçumé è un comune del Brasile nello Stato del Maranhão, parte della mesoregione dell'Oeste Maranhense e della microregione di Gurupi.